# Sam Hazeldine

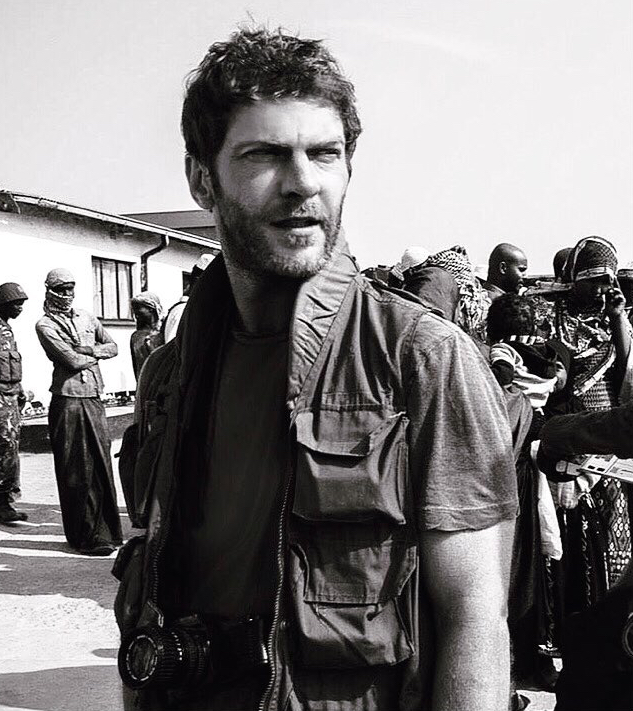
Sam Hazeldine (2015)

Sam Hazeldine (*  29. März 1972 in Hammersmith, London, England) ist ein britischer Schauspieler.

## Leben
Sam Hazeldine wurde als Sohn des Schauspielers James Hazeldine geboren. Ab dem Alter von 17 Jahren war er in einer Band namens Mover. Seine Schauspielausbildung an der Royal Academy of Dramatic Art (1993/94) beendete er vorzeitig, um seine Musikkarriere zu verfolgen. Anfang der 2000er-Jahre kehrte er zur Schauspielerei zurück.
In den Folgejahren stand er unter anderem am Tricycle Theatre, am Salisbury Playhouse, am York Theatre Royal, in einer Produktion der Royal Shakespeare Company am Hampstead Theatre, sowie an den Trafalgar Studios, am Old Vic Theatre und am Almeida Theatre auf der Bühne.
Im Fernsehen war er etwa 2003 in Heißer Verdacht in der sechsten Staffel Die letzten Zeugen als DC David Butcher und 2007/08 in der Serie Inspector Barnaby als Simon Dixon zu sehen. 2012 verkörperte er im Thriller The Raven – Prophet des Teufels mit John Cusack als Edgar Allan Poe die Rolle des Ivan Reynolds. Im Science-Fiction-Film The Machine (2013) übernahm er die Rolle des Soldaten James. Im Historienfilm Monuments Men – Ungewöhnliche Helden von George Clooney spielte er 2014 Colonel Langton.
Von 2013 bis 2015 war er in der Fernsehserie Resurrection als Caleb Richards zu sehen, in der deutschsprachigen Fassung wurde er von Robinson Reichel synchronisiert. Weitere Rollen waren 2016 der Riah Crain in Mechanic: Resurrection und Jeremy Chilcott in Der Spion und sein Bruder. In der 2018 auf Netflix veröffentlichten Serie The Innocents spielte er John McDaniel, den Stiefvater der Hauptfigur June. In der deutschsprachigen Fassung lieh ihm Torsten Michaelis die Stimme. Ebenfalls 2018 war er in der BBC-Serie Requiem als Sean Howell zu sehen. Im Psychothriller Killers Anonymous – Traue niemandem spielte er Senator Kyle. 2021 hatte er im Kriegsdrama The War Below vor dem Hintergrund des Ersten Weltkriegs eine Hauptrolle als britischer Bergarbeiter William Hawkins.
In der zweiten Staffel der Netflix-Serie The Witcher übernahm er die 2021 Rolle des Eredin Bréacc Glas. Im Filmdrama The Last Duel von Ridley Scott verkörperte er Thomin du Bois. Während in der ersten Staffel der Fernsehserie Der Herr der Ringe: Die Ringe der Macht von Amazon Prime Video Joseph Mawle den Ork-Anführer Uruk Adar verkörperte, wurde diese Rolle für die zweite Staffel mit Sam Hazeldine neu besetzt.

## Filmografie (Auswahl)
- 2003: Heißer Verdacht – Die letzten Zeugen (Prime Suspect VI: The Last Witness)
- 2004: Passer By (Fernsehfilm)
- 2004–2007: The Bill (Fernsehserie, zwei Episoden)
- 2004–2011: Shameless (Fernsehserie, zwei Episoden)
- 2004: Bridget Jones – Am Rande des Wahnsinns (Bridget Jones – The Edge of Reason)
- 2005: Doctors – Dream Lover (Fernsehserie)
- 2005: Dalziel and Pascoe – Dust Thou Art (Fernsehserie)
- 2005: Chromophobia
- 2005: Harry Potter and the Goblet of Fire (Videospiel, Stimme)
- 2005–2008: New Tricks – Die Krimispezialisten (New Tricks, Fernsehserie, zwei Episoden)
- 2006: Life on Mars – Gefangen in den 70ern (Life on Mars, Fernsehserie, eine Episode)
- 2006: Foyle’s War – Invasion (Fernsehserie)
- 2006: Holby City – Snake in the Grass (Fernsehserie)
- 2006: Robin Hood – Who Shot the Sheriff? (Fernsehserie)
- 2007: The Extraordinary Equiano (Fernsehfilm)
- 2007: Persuasion (Fernsehfilm)
- 2007–2008: Inspector Barnaby (Midsomer Murders, Fernsehserie)
- 2008: City of Vice (Mini-Serie, eine Episode)
- 2008: Trip (Kurzfilm)
- 2008: Emmerdale Farm – Puff of Smoke (Fernsehserie)
- 2008: Heartbeat – Living Off the Land (Fernsehserie)
- 2008–2009: The Kevin Bishop Show (Fernsehserie, Stimme)
- 2009: Waterloo Road (Fernsehserie, eine Episode)
- 2009: Paradox (Mini-Serie, eine Episode)
- 2009: Good as Gone (Kurzfilm)
- 2010: Wolfman (The Wolfman)
- 2010: Just Before Dawn (Kurzfilm)
- 2010: The Little House (Fernsehserie, zwei Episoden)
- 2011: Lewis – Der Oxford Krimi – The Mind Has Mountains (Lewis, Fernsehserie)
- 2011: Weekender
- 2011: Don’t Let Him In
- 2011: Ouroboros (Kurzfilm)
- 2011: Lullaby (Kurzfilm)
- 2012: Eternal Law (Fernsehserie, eine Episode)
- 2012: The Raven – Prophet des Teufels (The Raven)
- 2012: Accused – Tina’s Story (Fernsehserie, eine Episode)
- 2012: Dead Mine
- 2012: Scruples (Fernsehfilm)
- 2012: Riot on Redchurch Street
- 2013: Ripper Street – The Weight of One Man’s Heart (Fernsehserie, eine Episode)
- 2013: Silent Witness – Greater Love (Fernsehserie, zwei Episoden)
- 2013: Lightfields (Mini-Serie)
- 2013: The Machine
- 2013: The Village (Fernsehserie, eine Episode)
- 2013: Jaded (Kurzfilm)
- 2013: Delivered (Kurzfilm, Stimme)
- 2014: Monuments Men – Ungewöhnliche Helden (The Monuments Men)
- 2014: ’71 (Alternativtitel: ’71: Hinter feindlichen Linien)
- 2014: Still
- 2014: Peaky Blinders – Gangs of Birmingham (Peaky Blinders, Fernsehserie)
- 2014: Between Places (Kurzfilm)
- 2013–2015: Resurrection (Fernsehserie, 13 Episoden)
- 2015: The Dovekeepers (Mini-Serie)
- 2015: Cherry Tree
- 2016: Der Spion und sein Bruder (Grimsby)
- 2016: The Huntsman & The Ice Queen (The Huntsman: Winter’s War)
- 2016: Mechanic: Resurrection
- 2016: Learning to Breathe
- 2016: The Journey Is the Destination
- 2017: Killer’s Bodyguard (The Hitman’s Bodyguard)
- 2017: Knightfall (Fernsehserie, drei Episoden)
- 2018: Requiem (Fernsehserie, vier Episoden)
- 2018: The Innocents (Fernsehserie, 8 Episoden)
- 2018: Ashes in the Snow
- 2018: Last Supper
- 2018: Process (Kurzfilm)
- 2019: The Plagiarist (Kurzfilm)
- 2019: Killers Anonymous – Traue niemandem (Killers Anonymous)
- 2019: Temple (Mini-Serie)
- 2019: Elizabeth Is Missing (Fernsehfilm)
- 2020: Marionette
- 2020: Max Cloud
- 2021: The War Below
- 2021: Dark Corners
- 2021: The Last Duel
- 2021: The Witcher – Family (Fernsehserie, eine Episode)
- 2022: Slow Horses – Ein Fall für Jackson Lamb (Slow Horses, Fernsehserie, zwei Episoden)
- 2022: Sandman (The Sandman, Fernsehserie, zwei Episoden)
- 2022: The Playlist (Fernsehserie, 6 Episoden)
- 2024: Masters of the Air (Fernsehserie)
- 2024: Der Herr der Ringe: Die Ringe der Macht (The Lord of the Rings: The Rings of Power, Fernsehserie)